# Max Wey
Max Sigmund Wey (* 21. April 1892 in Luzern; † 31. Juli 1953 ebenda; heimatberechtigt in Luzern) war ein Schweizer Politiker (FDP).

## Biografie
Max S. Wey kam am 21. April 1892 in Luzern als Sohn des Gotthardbahn-Beamten Anton Wey und der Ladentochter Anna Maria Wey, geborene Ribary, zur Welt. Der Vater stammte ursprünglich aus Villmergen, die Mutter aus Rudolfstetten. Wey besuchte die Grundschule in Luzern und anschliessend die Kantonsschule Luzern. Er studierte dann Rechtswissenschaft und Nationalökonomie an den Universitäten Bern und Zürich und schloss als Dr. rel. pol. beziehungsweise lic. iur. ab. Während des Studiums absolvierte er Praktika am Bezirksgericht Zürich und in einer Anwaltspraxis in Uster. Von 1916 bis 1921 war er Finanz- und Polizeisekretär in der Stadt Luzern.
Max S. Wey startete seine politische Karriere auf kantonaler Ebene im Luzerner Grossen Rat (heute Kantonsrat), dem er von 1919 bis 1921 und von 1931 bis 1953 angehörte. Im Jahr 1936 war er Grossrats-Präsident. Von 1921 bis 1927 war er zudem als Vorsteher des Gemeindedepartements Regierungsrat des Kantons Luzern und 1925 Schultheiss (Regierungspräsident) des Kantons Luzern.   
Auf kommunaler Ebene wurde Max S. Wey 1927 zudem in den Luzerner Stadtrat (Stadtregierung) gewählt. Er war dort Vorsteher der städtischen Unternehmungen. Im Jahr 1939 wurde er zum Stadtpräsidenten von Luzern gewählt. Beide Ämter übte er bis zu seinem Tod 1953 aus. Von 1932 bis 1939 war Max S. Wey ausserdem Präsident des Ortsbürgerrats der Stadt Luzern.
Max S. Wey war auch auf nationaler Ebene politisch tätig. Von 1935 bis 1953 gehörte er dem Nationalrat an. 1946/47 war er Nationalratspräsident. 
Auch innerhalb seiner Partei war er stark aktiv. Zuerst war er von 1919 bis 1924 Präsident des Kantonalverbands der freisinnigen Jungmannschaften. Später, von 1929 bis 1940, Präsident der Liberalen Partei des Kantons Luzern (LPL), wie die FDP damals im Kanton Luzern hiess. In den Jahren von 1940 bis 1948 war Max S. Wey ausserdem Präsident der nationalen FDP.    
Daneben war Max S. Wey in vielen Bereichen ehrenhalber tätig. Besonders in den Bereichen ÖV (Tram und Bus) und Förderung des Fremdenverkehrs (Verkehrshaus, Trachtenmuseum, Internationale Musikfestwochen Luzern) engagierte er sich stark.      
Max S. Wey war seit 1920 mit Hanny Link verheiratet. Sie wurden Eltern zweier Söhne und einer Tochter.